# Раш (округ, Канзас)
Раш (англ. Rush County) — округ в штате Канзас, США. Официально образован 26 февраля 1867 года. По состоянию на 2010 год, численность населения составляла 3 307 человек.

## География
По данным Бюро переписи США, общая площадь округа равняется 1 859,622 км2, из которых 1 859,622 км2 суша и 0,518 км2 или 0,030 % это водоёмы.

## Население
По данным переписи населения 2000 года в округе проживает 3 551 жителей в составе 1 548 домашних хозяйств и 1 013 семей. Плотность населения составляет 2,00 человека на км2. На территории округа насчитывается 1 928 жилых строений, при плотности застройки около 1,00-го строения на км2. Расовый состав населения: белые — 98,45 %, афроамериканцы — 0,31 %, коренные американцы (индейцы) — 0,42 %, азиаты — 0,11 %, гавайцы — 0,00 %, представители других рас — 0,17 %, представители двух или более рас — 0,54 %. Испаноязычные составляли 1,04 % населения независимо от расы.
В составе 26,60 % из общего числа домашних хозяйств проживают дети в возрасте до 18 лет, 56,10 % домашних хозяйств представляют собой супружеские пары проживающие вместе, 5,80 % домашних хозяйств представляют собой одиноких женщин без супруга, 34,50 % домашних хозяйств не имеют отношения к семьям, 31,70 % домашних хозяйств состоят из одного человека, 18,00 % домашних хозяйств состоят из престарелых (65 лет и старше), проживающих в одиночестве. Средний размер домашнего хозяйства составляет 2,24 человека, и средний размер семьи 2,80 человека.
Возрастной состав округа: 22,10 % моложе 18 лет, 5,50 % от 18 до 24, 22,90 % от 25 до 44, 24,20 % от 45 до 64 и 24,20 % от 65 и старше. Средний возраст жителя округа 45 лет. На каждые 100 женщин приходится 94,40 мужчин. На каждые 100 женщин старше 18 лет приходится 90,60 мужчин.
Средний доход на домохозяйство в округе составлял 31 268 USD, на семью — 38 821 USD. Среднестатистический заработок мужчины был 25 408 USD против 20 307 USD для |женщины. Доход на душу населения составлял 18 033 USD. Около 6,70 % семей и 9,70 % общего населения находились ниже черты бедности, в том числе — 12,50 % молодежи (тех, кому ещё не исполнилось 18 лет) и 9,90 % тех, кому было уже больше 65 лет.